# Donald A. Quarles

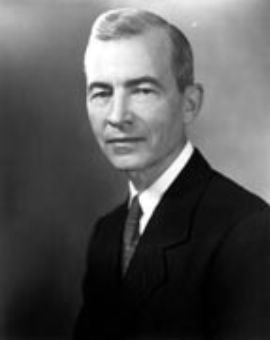
Donald A. Quarles

Donald Aubrey Quarles (* 30. Juli 1894 in Van Buren, Arkansas; † 8. Mai 1959 in Washington, D.C.) war ein US-amerikanischer Politiker, der sowohl US Secretary of the Air Force als auch US Deputy Secretary of Defense war.

## Leben
Nach dem Besuch der High School studierte Quarles von 1910 bis 1912 an der Sommerschule University of Missouri und war zwischenzeitlich als Lehrer für Mathematik an der Van Buren High School tätig. 1912 begann er ein Studium an der Yale University und schloss dieses 1916 mit einem Bachelor of Arts (B.A.) ab. Im Mai 1917 trat er seinen Militärdienst in der US Army an und diente nach dem Eintritt der USA in den Ersten Weltkrieg in Frankreich und in Deutschland und wurde zuletzt zum Hauptmann der Feldartillerie befördert.
Nach seiner Rückkehr war er zwischen 1920 und 1921 als Ingenieur bei der Western Electric Company und studierte daneben Theoretische Physik an der Columbia University. Nach Beendigung des Studiums wurde er 1924 Mitarbeiter in der Ingenieurwissenschaftlichen Inspektionsabteilung von Western Electric, die 1925 in Bell Laboratories umbenannt wurde. 1928 wechselte er in die Entwicklungsabteilung für Linientechnik, deren Leiter er 1929 wurde. Anschließend war Quarles von 1940 bis 1944 Direktor der Entwicklungsabteilung für Übertragungstechnik der Bell Laboratories, die sich zu der Zeit auf elektronische Systeme für das Militär und insbesondere auf Radartechnik konzentrierte.
Danach war er Direktor für Apparateentwicklung und zusätzlich 1946 Mitglied des neugegründeten Elektronikkomitees der Vereinigten Forschungs- und Entwicklungsbehörde des US-Kriegsministeriums. 1949 wurde er Vorsitzender dieses Elektronikkomitees, das mittlerweile beim 1947 gegründeten Verteidigungsministerium angesiedelt war.
1948 erfolgte seine Ernennung zum Vizepräsidenten der Bell Laboratories, ehe er am 1. März 1948 Vizepräsident von Western Electric wurde. Zugleich wurde er Präsident der Sandia Corporation, ein Tochterunternehmen der Western Electric, die im Auftrag der US Atomic Energy Commission die Sandia Laboratories in Albuquerque betrieb.
Am 1. Oktober 1953 wurde er zum Staatssekretär für Forschung und Entwicklung im Verteidigungsministerium (US Assistant Secretary of Defense) ernannt und anschließend im Januar 1954 gemeinsam von Verteidigungsminister Charles Erwin Wilson und Handelsminister Sinclair Weeks zum Vorsitzenden der umstrukturierten Behörde für Luftnavigationsentwicklung (Air Navigation Development Board) berufen. Im März 1954 ernannte ihn US-Präsident Dwight D. Eisenhower zum Mitglied des National Advisory Committee for Aeronautics (NACA).
Präsident Eisenhower berief ihn danach am 11. August 1955 zum US Secretary of the Air Force, legte als solcher am 15. August 1955 seinen Amtseid ab und wurde am 16. Februar 1956 vom US-Senat bestätigt.
Am 30. April 1957 wurde er schließlich US Deputy Secretary of Defense und übte dieses Amt bis zu seinem Tod am 8. Mai 1959 aus. Nach seinem Tode wurde er auf dem Nationalfriedhof Arlington beigesetzt. Ihm zu Ehren benannt ist die Quarles Range, ein Gebirgszug in der Antarktis.